# Naka-gawa (préfecture de Saitama)
Pour les articles homonymes, voir Naka-gawa.
La rivière Naka (中川, Naka-gawa) est un cours d'eau du Japon de 81 km, qui naît d'une diffluence du fleuve Tone au niveau de la ville de Hanyū (préfecture de Saitama) et se jette dans l’Ara-kawa pratiquement à l’embouchure de la baie de Tokyo dans le quartier Edogawa.
L’Ayase-gawa, une des rivières les plus polluées du Japon, rejoint la Naka-gawa à Tokyo.

## Présentation

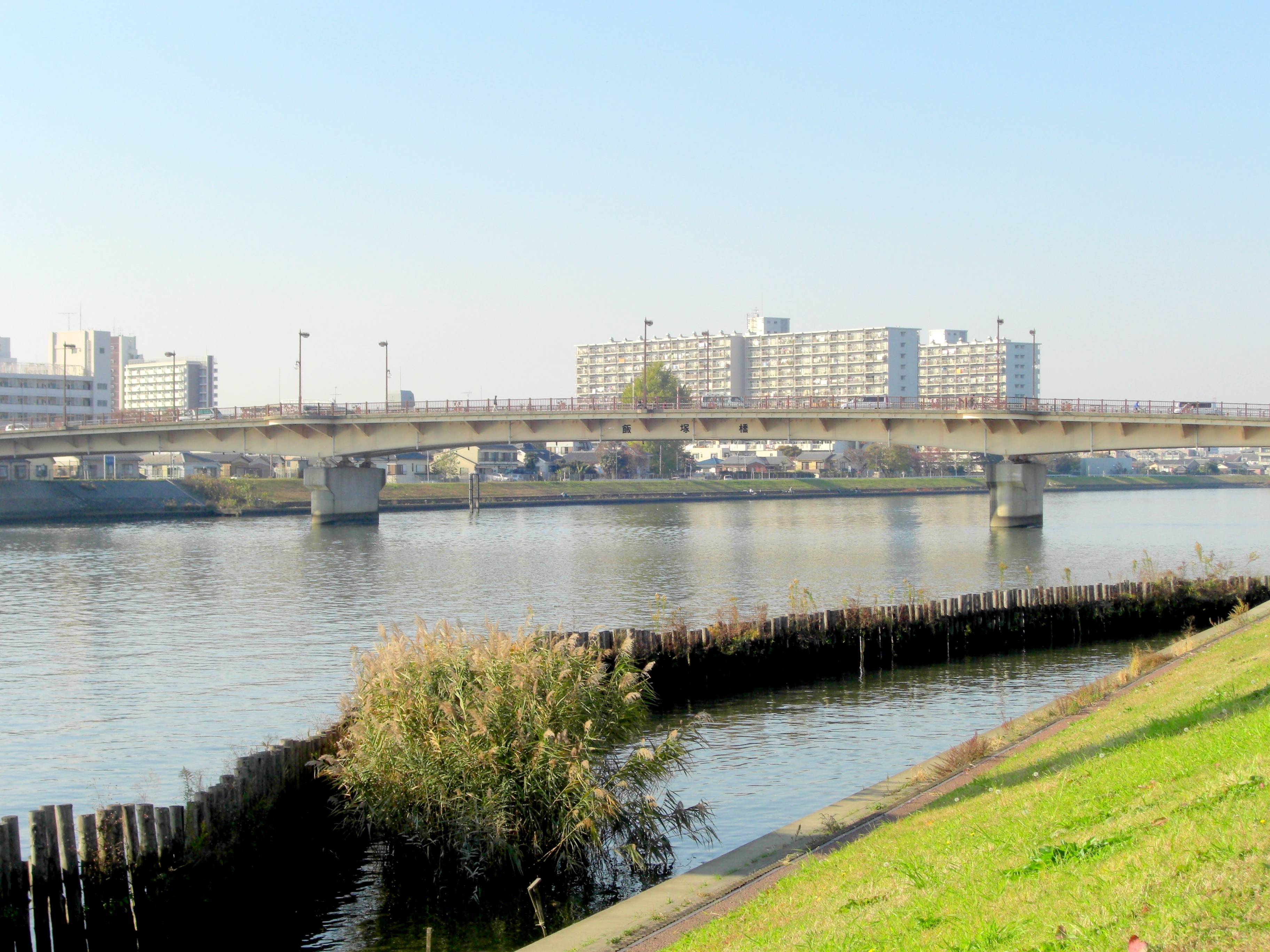
Naka-gawa à Tokyo.

Le cours de la rivière est aménagé à l’époque d’Edo, lorsque Edo (ancien nom de Tokyo) devient la capitale shogunale du Japon. La Naka-gawa a provoqué plusieurs inondations importantes.

## Peinture
Coulant au cœur de la ville de Tokyo, la rivière est illustrée par plusieurs estampes du peintre Hiroshige, notamment dans sa série des Cent vues d'Edo.